# Breń (Pomerania Occidental)
Breń [pronunciación en polaco: /brɛɲ/] (en alemán: Bernsee) es un pueblo ubicado en el distrito administrativo de Gmina Bierzwnik, dentro del Condado de Choszczno, Voivodato de Pomerania Occidental, en el norte de Polonia occidental. Se encuentra aproximadamente a 6 kilómetros al este de Bierzwnik, a 27 kilómetros al sureste de Choszczno, y a 88 kilómetros al sureste de la capital regional Szczecin.
Antes de 1945, el área fue parte de Alemania. Para la historia de la región, véase Historia de Pomerania.